# Fivelandia 11 - Le più belle sigle originali dei tuoi amici in TV
Fivelandia 11 – Le più belle sigle originali dei tuoi amici in TV è una raccolta di sigle di programmi per bambini in onda sulle reti Fininvest pubblicata nel 1993.

## Descrizione
L'album è l'undicesimo capitolo della collana Fivelandia e contiene le sigle dei cartoni animati andati in onda sulle reti Mediaset nel periodo intorno alla pubblicazione. In copertina, questo segnerà l'ultima apparizione dei pupazzi Five e Ambrogio.
Tutti i brani presenti nella raccolta sono inediti.
Si tratta del primo volume della collana in cui non sono più presenti le sigle dei programmi contenitori Bim Bum Bam e Ciao Ciao. A partire dal 1993 infatti non verranno più realizzate nuove sigle e per la messa in onda dei suddetti programmi verranno riutilizzate le sigle (comunque ridotte a soli 30 secondi) pubblicate su Fivelandia 10.
Questo è stato l'ultimo volume della raccolta ad essere stato pubblicato in formato LP; dal successivo volume la pubblicazione sarà limitata a musicassetta e CD.

## Tracce
Testi di Alessandra Valeri Manera, musiche di Carmelo Carucci tranne dove indicato.
1. Tazmania – 3:07
2. Mary e il giardino dei misteri (musica: Gino De Stefani, Paolo Marino) 3:51
3. Batman – 3:27
4. L'isola del corallo – 3:01
5. L'ispettore Gadget – 3:21
6. Gli orsetti del cuore – 3:19
7. Principe Valiant – 3:05
8. Widget: un alieno per amico – 2:59
9. A tutto goal (musica: Fabrizio Baldoni) 3:54
10. I mille colori dell'allegria – 3:21
11. Riscopriamo le Americhe – 3:34
12. Il gatto con gli stivali – 3:02

## Interpreti e cori
- Cristina D'Avena ft. Pietro Ubaldi (traccia 1), Davide Garbolino (traccia 8)
- Cori: I Piccoli Cantori di Milano diretti da Laura Marcora, Moreno Ferrara, Silvio Pozzoli.